# Javier Moro
Javier Rafael Moro Lapierre (Madrid, 11 febbraio 1955) è uno scrittore e sceneggiatore spagnolo.

## Biografia
Nato a Madrid nel 1955, è figlio dello spagnolo Julio Moro e la francese Bernadette Lapierre, sorella dello scrittore Dominique Lapierre.
Ha frequentato il liceo francese di Madrid e dal 1973 al 1978 ha approfondito gli studi di Storia e Antropologia al Campus di Jussieu a Parigi.
Ha esordito nel 1992 con Senderos de libertad e da allora ha pubblicato una decina di romanzi spesso ispirati ad eventi realmente accaduti come il Disastro di Bhopal alla base di Mezzanotte e cinque a Bhopal (scritto con lo zio Dominique Lapierre) o a personaggi celebri come Sonia Gandhi ritratta nel controverso Il sari rosso.
Con il romanzo storico El imperio eres tú, sulla vita del primo imperatore del Brasile, Pietro I, ha vinto nel 2011 il Premio Planeta.
Attivo anche in ambito cinematografico, ha vissuto 5 anni a Hollywood e ha scritto sceneggiature e coprodotto alcune pellicole spagnole.

## Opere
- Senderos de libertad (1992)
- El pie de Jaipur (1995)
- Le montagne del Buddha (Las montañas de Buda, 1998), Milano, Mondadori, 1999 traduzione di Maria Nicola ISBN 88-04-46378-3.
- Passione indiana (Pasión india, 2005), Milano, Mondadori, 2006 traduzione di Jole Da Rin ISBN 88-04-55298-0.
- Il sari rosso (El sari rojo, 2008), Milano, Il Saggiatore, 2009 traduzione di Giuliana Carraro e Eleonora Mogavero ISBN 978-88-428-1607-2.
- El imperio eres tú (2011)
- A flor de piel (2015)
- Mi pecado (2018)

### Con Dominique Lapierre
- Mezzanotte e cinque a Bhopal (Era medianoche en Bhopal), Milano, Mondadori, 2001 traduzione di Elina Klersy Imberciadori ISBN 88-04-49498-0.
- Un arcobaleno nella notte (Un arc-en-ciel dans la nuit), Milano, Il Saggiatore, 2008 traduzione di Elina Klersy Imberciadori ISBN 978-88-428-1524-2.

## Filmografia
- Sentados al borde de la mañana, con los pies colgando (1978) regia di Antonio Betancor (sceneggiatura)
- Crónica del alba. Valentina (1982) regia di Antonio Betancor (produzione e sceneggiatura)
- 1919: Crónica del alba 2ª parte (1983) regia di Antonio Betancor (produzione e sceneggiatura)
- Entrelobos (2010) regia di Gerardo Olivares (sceneggiatura)

## Riconoscimenti
- Christopher Award: 2003 per Mezzanotte e cinque a Bhopal
- Premio Planeta: 2011 per El imperio eres tú
- Premio Primavera de Novela: 2018 per Mi pecado